# Donjon (stripreeks)
Donjon is een serie satirische fantasy-stripverhalen bedacht door Joann Sfar en Lewis Trondheim, met bijdragen van verschillende striptekenaars. De serie werd eerst uitgebracht door uitgeverij Delcourt in Frankrijk. In Nederland zijn de eerste albums uitgegeven door Uitgeverij L, hierna heeft Uitgeverij M nog enkele boeken uitgegeven tot 2011. Sinds december 2014 is uitgeverij Silvester begonnen met het uitgeven van de Donjon-strips, beginnende met De nacht van de versierder (Donjon Monsters 5). Alle delen werden in het Nederlands uitgegeven, behalve de Bonusreeks.
De serie is een parodie op Sword and Sorcery in z’n algemeen. Specifiek op de role-playing game Dungeons and Dragons. Alle personages zijn antropomorfische dieren of andere vreemde wezens. De "donjon" van de titel is in de originele serie een vesting gerund door een zachtaardige kip waar helden komen op zoek naar avontuur en schatten en steevast sterven.

## De wereld van Terra Amata
Het verhaal speelt zich af in een fantasiewereld op de planeet Terra Amata. Deze wereld is gevuld met vele soorten antropomorfische dieren die tot verschillende volkeren behoren. Er zijn ook vele soorten van fantasiewezens zoals draken, kobolden, de olfs en alle monsters in hun immense diversiteit. Naties leven niet altijd in vrede met elkaar maar voortplanting tussen soorten is soms mogelijk. Deze wereld, waar magie zeer aanwezig is, wordt ook bevolkt door ondoden, geesten, vampiers, skeletten, onzichtbaren etc.
Het verhaal vertelt de avonturen die verband houden met het lot van een fort (een donjon, zoals in role-playing games), door de eeuwen heen op de wereld van Terra Amata. De Donjon is een plek waar alle avonturiers komen om hun kracht te testen, op zoek naar geluk, roem en kennis. Vooral in de Zenithserie ligt de nadruk op de donjon zelf, de verhalen draaien om hoe de donjon draait als bedrijf, geleid door de wachter die de werkgever is van de monsters. Het is zijn zorg dat er reclame gemaakt wordt, dat de monsters gevoed worden en dat er op elk moeilijkheidsniveau uitdagingen zijn voor de avonturiers.
De chronologie van het boeken wordt onderverdeeld in drie tijdperken: Ochtendgloren, Zenith en Avondschemer. Alle boeken zijn voorzien van een nummer op welk ‘niveau’ ze spelen, Ochtendgloren begint bij niveau -99, Zenith start op niveau 1 en Avondschemer begint op niveau 101. Deze verhalen worden aangevuld met de boeken uit de series Monsters, Parade en Bonus; Parade speelt zich af tussen Zenith boek 1 en 2, Monsters zijn verhalen die draaien om een specifiek personage en kunnen zich in elk tijdvlak afspelen (aangegeven door een niveaunummer in het boek). Van de bonusreeks is in Frankrijk een boek uitgekomen dat als handleiding gebruikt kan worden voor een role-playing game. Daarnaast zijn er drie speciale uitgaves in groot formaat zwart-wit uitgebracht, die ook onder de serie Bonus geplaatst worden.

## Sub-series

### Donjon Ochtendgloren(Donjon Potron-Minet)
Deze verhaallijn, met tekeningen door Christophe Blain, vindt plaats in een eerder tijdperk en beschrijft de gebeurtenissen die leidden tot de oprichting van de donjon.

### Donjon Zenith
Donjon Zenith vertelt over de "gouden tijden" van de wereld van Terra Amata. Albums 1 tot 4 zijn getekend door Lewis Trondheim.

### Donjon Avondschemer(Donjon Crépuscule)
In deze donkere serie is Herbert de Eend, nu bekend als De Grote Khan, de heerser van de Donjon geworden. Marvin de draak, nu oud en blind, gaat op pad met Marvin de Rode, een onbezonnen konijnstrijder.

### Donjon Parade
Donjon Parade is een serie op zichzelf staande humoristische verhalen die zich afspelen tussen deel 1 en 2 van Donjon Zenith, met Marvin en Herbert in de hoofdrol.

### Donjon Monsters
In Donjon Monsters spelen secundaire karakters de hoofdrol. Monsters-verhalen kunnen zich afspelen door de hele tijdlijn heen en geven een aanvulling op het hoofdverhaal.

### Donjon Bonus
Onder de Bonus serie hebben Sfar en Trondheim in samenwerking met Arnaud Moragues een rollenspel onder de Franse titel "Clefs en mains" (De sleutels in handen) uitgebracht. Dit is een handleiding om een Dungeons & Dragons achtige campagne te spelen in het universum van de Donjon. Donjon Bonus deel 2 is recentelijk aangekondigd en zal nieuwe campagnes bevatten.

## Hoofdpersonen
- Herbert de Eend is de “held” van het verhaal, en verschijnt voornamelijk in de Zenith- en Avondschemerverhalen. Herbert is de drager van “het zwaard van het lot”, een magisch zwaard dat hem weerhoudt ooit een ander wapen te gebruiken en dat de magische eigenschappen heeft dat het kan doorklieven (zelfs onthoofden) zonder te doden. Het zwaard kan ook eerdere dragers oproepen als iemand anders dan de rechtmatige eigenaar het zwaard aanraakt.
- Marvin de Draak is de ietwat terughoudende leraar en beschermer van Herbert. Marvin is een woeste krijger die houdt van een goed gevecht, maar ook gebonden is aan de principes van zijn geloof. Hij is een strikte vegetariër en zal niemand aanvallen die hem beledigt. Zoals andere draken kan hij vuur spuwen, maar alleen wanneer strikt noodzakelijk. Marvin is loyaal naar z’n baas, de Wachter, maar houdt soms informatie achter als dat nodig is.
- Hyacint van Banjeren (De Wachter) is een hebzuchtige, maar toch adorabele, kapitalist, die alleen geeft om zichzelf te verrijken door het aantrekken van avonturiers en schatzoekers naar zijn donjon. In zijn jeugd was Hyacint zeer idealistisch, en vermomde zich als de nachtelijke misdaadbestrijder "het hemd van de Nacht". De donjonkern is de voorouderlijke donjon van de familie Van Banjeren.

### Overzicht uitgaves
| Serie               | Oorspronkelijke titel        | Nederlandse titel                  | Niveau | Datum van Franse uitgave | Datum van Nederlandse uitgave | Tekenaar                        |
| ------------------- | ---------------------------- | ---------------------------------- | ------ | ------------------------ | ----------------------------- | ------------------------------- |
| Ochtendgloren -99   | La chemise de la nuit        | Hemd van de nacht                  | -99    | november 1999            | maart 2004                    | Christophe Blain                |
| Ochtendgloren -98   | Un justicier dans l'ennui    | Nacht brengt onraad                | -98    | april 2001               | augustus 2004                 | Christophe Blain                |
| Ochtendgloren -97   | Une jeunesse qui s'enfuit    | De jeugd vliegt uit                | -97    | mei 2003                 | oktober 2006                  | Christophe Blain                |
| Ochtendgloren -84   | Après la pluie               | Na de regen                        | -84    | mei 2006                 | februari 2017                 | Christophe Blain                |
| Ochtendgloren -83   | Sans un bruit                | Zonder geluid                      | -83    | september 2008           | oktober 2017                  | Christophe Gaultier             |
| Ochtendgloren -82   | Survivre aujourd'hui         | --                                 | -82    | maart 2022               | --                            | Stéphane Oiry                   |
| Zenit 1             | Coeur de canard              | Eendenhart                         | 1      | maart 1998               | juli 2003                     | Trondheim                       |
| Zenit 2             | Le Roi de la bagarre         | De Vechtkoning                     | 2      | oktober 1998             | augustus 2003                 | Trondheim                       |
| Zenit 3             | La Princesse des barbares    | De prinses van de barbaren         | 3      | februari 2000            | september 2003                | Trondheim                       |
| Zenit 4             | Sortilèges et avatars        | Toverkunsten en tegenspoed         | 4      | februari 2002            | november 2003                 | Trondheim                       |
| Zenit 5             | Un mariage à part            | Een gruwelijk huwelijk             | 5      | juni 2006                | mei 2007                      | Boulet                          |
| Zenit 6             | Retour en fanfare            | Thuiskomst onder tromgeroffel      | 6      | november 2007            | augustus 2008                 | Boulet                          |
| Zenit 7             | Hors des remparts            | Buiten de Wallen                   | 7      | januari 2020             | oktober 2020                  | Boulet                          |
| Zenit 8             | En sa mémoire                | Te harer gedachtenis               | 8      | november 2020            | november 2022                 | Boulet                          |
| Zenit 9             | Larmes et brouillard         | --                                 | 9      | november 2022            | --                            | Boulet                          |
| Zenit 10            | Formule incantatoire         | --                                 | 10     | april 2023               | --                            | Boulet                          |
| Avondschemer 101    | Le Cimetière des dragons     | Het drakenkerkhof                  | 101    | april 1999               | april 2004                    | Sfar                            |
| Avondschemer 102    | Le Volcan des Vaucanson      | De vulkaan van Kwansuis            | 102    | maart 2001               | september 2009                | Sfar                            |
| Avondschemer 103    | Armaggedon                   | Armageddon                         | 103    | augustus 2002            | november 2006                 | Sfar                            |
| Avondschemer 104    | Le Dojo du lagon             | De dojo in de zon                  | 104    | juni 2005                | augustus 2009                 | Kerascoët                       |
| Avondschemer 105    | Les Nouveaux Centurions      | De nieuwe centurio's               | 105    | oktober 2006             | november 2009                 | Kerascoët                       |
| Avondschemer 106    | Révolutions                  | Omwentelingen                      | 106    | juni 2009                | september 2015                | Obion                           |
| Avondschemer 110    | Haut Septentrion             | Het hoge noorden                   | 110    | maart 2014               | april 2021                    | Alfred                          |
| Avondschemer 111    | La Fin du Donjon             | Het einde van de Donjon            | 111    | maart 2014               | augustus 2021                 | Mazan                           |
| Avondschemer 112    | Pourfendeurs de démons       | Demonenbestrijders                 | 112    | juni 2021                | oktober 2023                  | Obion                           |
| Parade 1            | Un donjon de trop            | Een donjon van karton              | 1,5    | september 2000           | november 2005                 | Manu Larcenet                   |
| Parade 2            | Le Sage du ghetto            | De wijze van het getto             | 1,5    | september 2001           | februari 2007                 | Manu Larcenet                   |
| Parade 3            | Le Jour des crapauds         | De dag van de pad                  | 1,5    | april 2002               | augustus 2008                 | Manu Larcenet                   |
| Parade 4            | Des fleurs et des marmots    | Bloemetjes, bijtjes en kleutertjes | 1,5    | november 2004            | april 2009                    | Manu Larcenet                   |
| Parade 5            | Technique Grogro             | De Grogro-techniek                 | 1,5    | juni 2007                | oktober 2020                  | Manu Larcenet                   |
| Parade 6            | Garderie pour petiots        | --                                 | 1,5    | januari 2021             | --                            | Alexis Nesme                    |
| Monsters 1          | Jean-Jean la Terreur         | Jan-Jan de Boeman                  | -4     | mei 2001                 | oktober 2005                  | Mazan                           |
| Monsters 2          | Le Géant qui pleure          | De tranen van de reus              | 3,5    | oktober 2001             | januari 2007                  | Jean-Christophe Menu            |
| Monsters 3          | La Carte majeure             | Een kaart van groot belang         | 103    | december 2002            | augustus 2010                 | Andreas                         |
| Monsters 4          | Le Noir Seigneur             | De zwarte heer                     | 104    | juni 2003                | februari 2011                 | Stéphane Blanquet               |
| Monsters 5          | La Nuit du tombeur           | De nacht van de versierder         | -97    | februari 2003            | november 2014                 | Jean-Emmanuel Vermont-Desroches |
| Monsters 6          | Du ramdam chez les brasseurs | Herrie bij de brouwers             | 40     | april 2003               | oktober 2016                  | Yoann                           |
| Monsters 7          | Mon fils le tueur            | Mijn zoon de moordenaar            | -90    | september 2003           | februari 2017                 | Blutch                          |
| Monsters 8          | Crève-coeur                  | Hartzeer                           | -85    | januari 2004             | oktober 2017                  | Carlos Nine                     |
| Monsters 9          | Les Profondeurs              | Bewoners van de diepten            | 75     | augustus 2004            | december 2018                 | Patrice Killoffer               |
| Monsters 10         | Des soldats d'honneur        | Soldaten van eer                   | 95     | januari 2006             | april 2021                    | Frédéric Bézian                 |
| Monsters 11         | Le Grand Animateur           | De grote leider                    | -400   | september 2007           | augustus 2021                 | Stanislas                       |
| Monsters 12         | Le Grimoire de l'inventeur   | Het toverboek van de uitvinder     | 6      | januari 2008             | november 2022                 | Nicolas Keramidas               |
| Monsters 13         | Réveille-toi et meurs        | Ontwaak en sterf                   | 79     | november 2020            | oktober 2023                  | David B.                        |
| Monsters 14         | La Bière supérieure          | --                                 | 7      | oktober 2021             | --                            | Bastien Quignon                 |
| Monsters 15         | Les Poupoutpapillonneurs     | --                                 | -24    | mei 2022                 | --                            | Juanungo                        |
| Monsters 16         | Quelque part ailleurs        | --                                 | -79    | oktober 2022             | --                            | Guy Delisle                     |
| Monsters 17         | Un héritage trompeur         | --                                 | 113    | april 2023               | --                            | Bertrand Gatignol               |
| Antipodes - 10000 † | L'Armée du crâne             | Het leger van Crane                | -10000 | januari 2020             | --                            | Grégory Panaccione              |
| Antipodes - 9999 †  | L'Inquisiteur mégalomane     | --                                 | -9999  | maart 2021               | --                            | Grégory Panaccione              |
| Antipodes + 10000 † | Rubéus Khan                  | --                                 | 10000  | september 2020           | --                            | Vince                           |
| Antipodes + 10001 † | Le Coffre aux âmes           | --                                 | 10001  | januari 2022             | --                            | Vince                           |
| Bonus 1             | Clefs en main - Jeu de rôles | --                                 | --     | oktober 2001             | --                            | Sfar, Trondheim, Moragues       |

† Antipodes is een nieuwe serie die gestart is in 2020. Deze serie bevat boeken van Antipodes - en Antipodes +, die zich afspelen in tijdsvlak -10.000 dan wel +10.000.
Titels zonder datum van Nederlandse uitgave zijn nog niet vertaald. De meeste Nederlandse boeknamen komen uit de eerste uitgave van uitgeverij Silvester (Monsters 5), die van plan is deze boeken te vertalen.